# 雅痞心魔
《雅痞心魔》（中国大陆又译作）是由Baroque Decay製作的恐怖冒險遊戲，在2019年4月25日於Steam平台發售，支援Windows、任天堂Switch、MacOS與Linux系統。未來也計畫推出PlayStation 4及Xbox One版本。
主角是一位名為布萊恩·帕斯特納克的青年，某日突然收到一封信件並受邀前往知名大企業「辛特拉集團」就職，然而進入公司後的第一份職務卻是「獵殺女巫」！這家公司充滿諸多光怪陸離的事物，為了完成工作，他必須探索整座大樓、躲避詭異的危險生物、收集重要線索，在可怕的工作環境中盡力生存，隨後逐步解開辛特拉集團的黑暗內幕。

## 遊玩方式

遊戲中的黑暗場景需要使用手電筒來照明，此外也可能遭遇各種超現實風格的怪物。

《雅痞心魔》是一款2D像素畫風的恐怖冒險遊戲，16位元的像素畫面呈現出獨特的美術風格，在角色對話時會出現人物立繪，流程中有時也會穿插一些過場動畫。遊戲的世界觀設定在一個1990年代的反烏托邦社會，以現代職場的辦公室環境作為場景，融合了歐洲歷史上獵殺女巫以及東方的巫女元素，在這種驚悚、超現實的冒險氛圍下有時也不經意的流露出對職場文化的諷刺。
主角是一位初出茅廬的雅痞青年，剛進入公司就突然被賦予了獵殺女巫的職務，而這家公司似乎仍壟罩在女巫的陰霾之中。玩家可以在整座公司大樓進行探索，搭乘電梯在不同樓層之間上下移動，樓層包含辦公室、餐廳、檔案室、花園...等，每個樓層都具有獨特的環境與氣氛。探索過程中可以撿到不少道具，諸如可用來照亮黑暗場景的手電筒、可解除陷阱的鉛筆、可回復生命值的飲料點心...等等，有時也需要利用這些撿到的小道具或場景中的機關來解開各種謎題。途中也可能遭遇到一些超乎常理的不明生物，此時必須想辦法潛行來避開危機，例如躲進桌子底下或衣櫃，在特定場合也有可能使用道具來暫時擊退對方。此外，與同事進行互動交流也是冒險的重要環節，在對話中發掘更多深層的秘密、抑或觸發新的支線任務。遊戲劇情也提供多重結局，因此面對流程中的對話選項或支線任務必須格外謹慎。

## 開發
《雅痞心魔》由Baroque Decay工作室所開發，該團隊的核心是來自西班牙的Francisco Calvelo與法國的Maxime Caignart，本作的整體設計、美術與劇本主要由Francisco Calvelo負責，而程式開發就由Maxime Caignart負責，在音樂方面由曾製作過《VA-11 HALL-A》配樂的Michael "Garoad" Kelly負責。該團隊的前一部作品是2016年的《盧卡諾伯爵》（The Count Lucanor），同樣是像素畫風的恐怖冒險遊戲。該團隊喜愛各種恐怖電影、漫畫與遊戲，《雅痞心魔》也受到諸多經典作品的啟發，在電影方面諸如《美國殺人魔》、《巴西》，以及大衛·林區、大衛·柯能堡、塚本晋也等導演的作品；在漫畫方面諸如駕籠真太郎與伊藤潤二的作品；在遊戲方面諸如《沉默之丘》、《致命預感》與《夜迴》。相對於團隊前一款《盧卡諾伯爵》的中世紀背景，本作選擇了風格迥異的現代職場題材，契機源自於Francisco Calvelo觀賞的一部電影《小精靈2》。Francisco Calvelo認為營造恐怖氛圍的訣竅，在於將生活中那些常見的物品與環境轉化為扭曲的怪物，讓玩家無法確定到底哪裡才是真正安全、安心之處。
2016年12月，《雅痞心魔》釋出首部宣傳動畫，同時登上Steam綠光，最後成功通過綠光的玩家投票。2018年，官方表示遊戲也計畫在PlayStation 4、Xbox One、任天堂Switch平台上推出，遊戲原本預定將於當年秋季發售，但後來仍然延期了。2019年2月，已購買《盧卡諾伯爵》的Steam玩家可以下載《雅痞心魔》的試玩版。2019年3月，官方宣布發售日確定為4月25日。

## 評價
《雅痞心魔》發售後獲得普遍好評，在Metacritic網站上獲得了82/100的媒體平均分數。部分媒體稱讚遊戲對恐怖氣氛的營造非常成功，音效與場景的安排恰到好處，讓人身歷其境。融合職場文化與社會黑暗面的故事情節也相當引人入勝，可惜在遊戲性方面較缺乏創新，有些媒體也批評遊戲的手動存檔設計較為粗糙，容易消磨掉玩家的動力。

## 外部連結
- 官方网站（英文）